# Lago Rainy
Lago Rainy (francês: lac à la Pluie) é um lago relativamente grande (894 km²) localizado na fronteira entre os Estados Unidos e o Canadá. O rio Rainy desagua no lado ocidental do lago e é usado para gerar hidroeletricidade para a cidade estado-unidense de International Falls, que está situada às margens do rio em frente a cidade canadense de Fort Frances, fazendo do rio a fronteira entre os dois países.  O Voyageurs National Park está localizado no sudeste do canto do lago onde conecta-se com os lagos Kabetogama e Namakan.  O lago Rainy é parte de um grande sistema de lagos, desde o norte dos Grandes Lagos ao Oceano Ártico. Os níveis desses lagos são regulamentados pela International Joint Commission (IJC). A IJC foi fundada como resultado do International Boundary Waters Treaty de 1909 e é um organismo internacional independente. O lago Rainy é importante no controle do nível das águas por causa da barragem hidroeléctrica situada perto da cidade de International Falls, Minnesota.